# كريستيان جوزيف راسموسن
كريستيان جوزيف راسموسن (بالدنماركية: Christian Joseph Rasmussen)‏ هو ملحن دنماركي، ولد في 1845، وتوفي في 1908.